# Cinnabaria
Cinnabaria is een monotypisch geslacht van korstmossen behorend tot de familie Teloschistaceae. Het bevat alleen de soort Cinnabaria boliviana.